# Franz Joseph Simmler
Franz Joseph Simmler (* 14. Dezember 1846 in Geisenheim, Herzogtum Nassau; † 2. Oktober 1926 in Offenburg) war ein deutscher Maler, Bildhauer und Altarbauer.

## Leben
Franz Joseph Simmler, geboren im Rheingau, war eines von neun Kindern des Malers Friedrich Simmler (1801–1872). Seine Geschwister Wilhelm Simmler (1840–1923), Joseph Simmler (1842–1899) und Antonia Simmler (1852–1923) waren ebenfalls künstlerisch tätig.
Er war Schüler der Kunstakademien in Düsseldorf und München. In letzterer, an der auch sein Vater ab 1822 studiert hatte, trat er am 25. Oktober 1859 in die Antikenklasse ein.
Danach war er in der Werkstatt des Bildhauers Gottfried Renn in Speyer tätig. Nach dem plötzlichen Tod des Bildhauers Franz Xaver Marmon leitete er von 1878 bis 1881 dessen Kunstwerkstätte Marmon für kirchliche Kunst in Sigmaringen. 1881 ließ er sich in Offenburg nieder und eröffnete dort eine eigene Werkstatt für kirchliche Kunst, die hauptsächlich Altäre für Kirchen in Baden herstellte. 1888 erhielt er die badische Staatsbürgerschaft. Die Werkstatt in der Volkstraße hatte einen beträchtlichen Umfang und zwischen 30 und 40 Mitarbeiter. Simmler war ab etwa 1893 mit Paul Venator Mitinhaber von „Simmler & Venator“, die neben Kircheneinrichtungen Möbel produzierten; Simmler schied 1896 aus dem Unternehmen aus und führte seine kirchliche Kunstwerkstätte weiter.
Die Werkstatt wurde 1904 von Franz Moroder (1847–1920) aus St. Ulrich in Gröden (Dolomiten) übernommen, der in seiner Heimat bereits seit 1869 mit seinem Bruder Alois (1844–1896) einen Handelsbetrieb zuerst für Holzspielzeug und später zudem für kirchliche Einrichtungen betrieb und mit denen Simmler schon vorher zusammengearbeitet hatte. Der Betrieb wurde von der Familie Moroder unter dem Namen „Kirchliche Kunstwerkstätte Gebrüder Moroder Franz Jos. Simmlers Nachf.“ erfolgreich weitergeführt, Hauptsitz war Offenburg, die Werkstatt in St. Ulrich wurde als Zweighaus betrieben. Bis 1913 wurde die Werkstatt von Franz Moroders Sohn, dem Kaufmann Eduard Moroder (1876–1913), geführt. Nach dessen Tod übernahm sein Bruder Rudolf Moroder (1877–1914) die Geschäftsführung, nachdem er sich bereits 1903 in Offenburg aufgehalten hatte und seit 1912 künstlerischer Leiter der Werkstatt gewesen war. Der Schwager der beiden, Ludwig Moroder (1879–1953), war zeitweise ebenfalls in Offenburg als Werkführer bzw. technischer Leiter tätig. Nach dem Tod von Rudolf im Ersten Weltkrieg Ende 1914 stellte die Werkstatt Munitionskisten für Artilleriegeschosse sowie Krankentische für Lazarette her. Ab 1915 war Simmler, der weiterhin als Ratgeber der Gebrüder Moroder wirkte, der eigentliche Leiter der Offenburger Firma, zumal Karl Moroder, der das Geschäft von Franz Moroder hätte übernehmen sollen, noch in Galizien vermisst wurde. Nach dem Krieg kam die Werkstatt zum Erliegen.
Der Kirchenmaler Fidelius Henselmann (1857–1931) war ab 1882 bei Simmler & Venator Werkstattleiter, bevor er sich selbstständig machte. Peter Valentin arbeitete ab 1898 bei Simmler, 1904 eröffnete er eine eigene Bildhauerwerkstatt in Offenburg. Von 1904 bis 1907 lernte der Bildhauer Emil Sutor (1888–1974) in der Werkstatt.
Begraben wurde Simmler auf dem alten Friedhof in Offenburg. Die Grabinschrift lautet „Selig sind die Barmherzigen“.

## Privates
Franz Joseph Simmler engagierte sich für seinen Wohnort Offenburg, wo er 1906 bis 1912 Stadtrat war. Von 1910 bis 1914 war er der erste Vorsitzende des neu gegründeten Historischen Vereins für Mittelbaden, danach war er Ehrenmitglied des Vereins. Für die Vereinszeitschrift Die Ortenau fertigte er zahlreiche Illustrationen. Nach ihm sind in Offenburg die „Franz-Simmler-Straße“ und der von ihm gestiftete „Franz-Simmler-Kindergarten“ in der Nordweststadt benannt.
In erster Ehe war Simmler mit Karoline Wall aus Zusmarshausen verheiratet, mit der er zwei Kinder hatte. Seine zweite Ehefrau Emma, geb. Sträßle aus Hechingen, heiratete er am 24. Juli 1888 ebenda. Im selben Jahr kaufte er ein Grundstück an der Franz-Volk-Straße und ließ dort 1886 eine Villa errichten. Seine Werkstatt stand in unmittelbarer Nachbarschaft: Die Villa hatte die Hausnummer 47, die Werkstatt 45. Die Villa ist im Familienbesitz und steht unter Denkmalschutz.

## Werke (Auswahl)
Die Arbeiten von Franz Joseph Simmler und seiner Werkstatt sind dem Historismus zuzurechnen, teils im neoromanischen, teils im neogotischen Stil gearbeitet. Er war sowohl als Maler wie als Bildhauer für Kirchenausstattungen tätig.
Eine vollständige Zusammenstellung der künstlerischen Arbeiten von Franz Joseph Simmler existiert bisher nicht; auch ist nicht sicher zu unterscheiden, was von ihm eigenhändig geschaffen wurde und was nach seinen Entwürfen von Mitarbeitern seiner Werkstatt. Ebenso ist sein Anteil an den späteren Werken nach der Übernahme des Unternehmens durch die Moroders unklar. Beispielsweise bezeichnet Johannes Helm den Altar in der Kirche von Öflingen von 1903 als das letzte Werk Simmlers.
| Bild            | Ort                                 | Standort / Bauwerk                                   | Werk | Datierung      |
| --------------- | ----------------------------------- | ---------------------------------------------------- | --- | -------------- |
| Bild gesucht BW | Worms                               | Liebfrauenkirche                                     | Marienaltar (heute Hochaltar), Werkstatt von Gottfried Renn, Malerei der Flügelaußenseiten (Malerei der Innenseiten von Simmlers Vater Friedrich und seinem Bruder Joseph)                                   | 1869           |
| Bild gesucht BW | Worms                               | Liebfrauenkirche                                     | Valentinusaltar im nördlichen Seitenschiff, Werkstatt von Gottfried Renn, Malerei der Altarflügel | 1870/71        |
|                 | Offenburg                           | Heilig-Kreuz-Kirche                                  | Pietà im linken Seitenchor (Josefschörlein) |                |
| Bild gesucht BW | Donaueschingen                      | St. Johann                                           | Kreuzigungsgruppe, Herz-Jesu-Statue, Herz-Mariä-Statue, schmerzhafte Muttergottes, Statue des Hl. Vincenz von Paul                                                                                           | 1893/96        |
| Bild gesucht BW | Neuried-Dundenheim                  | St. Johannes                                         | Hochaltar (Ersatz für ursprünglichen klassizistischen Hochaltar von 1822/23) | 1888           |
| Bild gesucht BW | Iffezheim                           | St. Brigitta                                         | teilweiser Ersatz des Hochaltars, der 1939 eine neue Mensa mit Tabernakelaufbau und Engeln von H. P. Kramer erhielt                                                                                          | 1886/89        |
|                 | Zell im Wiesental                   | St. Fridolin                                         | Seitenaltäre (verloren; Hauptaltar von Klemm aus Colmar, Brand zerstörte 1956 Teile des Kirchenschiffs) | 1885           |
|                 | Schiltach                           | St. Johann                                           | Altar, Kanzel, Kommunionbank (Kirche 1964 abgerissen und durch Neubau ersetzt) | 1898           |
|                 | Löffingen                           | Wallfahrtskirche Witterschneekreuz                   | Altäre und Ausmalung (Langhausdecke von August von Wörndle bemalt) Weitere Bilder der Kirche | 1896 1898 1901 |
|                 | Waldkirch-Buchholz                  | St. Pankratius                                       | Hochaltar (Kirche 1969 abgerissen und durch Neubau ersetzt; im Neubau sind Ausstattungsstücke aus der alten Kirche zu sehen)                                                                                 | 1893 1896      |
|                 | Freiburg-Waltershofen               | St. Peter und Paul                                   | Hochaltar (1983/84 durch barocken Altar aus Donaueschingen-Pfohren ersetzt und in die von 1984 bis 1986 erbaute St.-Nikolaus-Kirche in Opfingen versetzt) Weitere Bilder der Kirche                          | 1885           |
|                 | Schliengen-Mauchen                  | Kapelle St. Nikolaus                                 | Altaraufbau und Tabernakel (Tabernakel nach 1931 ersetzt, Altar nicht mehr vorhanden) | 1901           |
|                 | Schutterwald                        | St. Jakobus (Schutterwald)                           | Hochaltar | 1880           |
|                 | Freiburg-Altstadt                   | St. Martin                                           | ein Seitenaltar (Joseph Eberle aus Überlingen schuf den anderen; vermutlich zerstört beim Luftangriff vom 27. November 1944)                                                                                 | 1883           |
|                 | Grenzach-Wyhlen                     | St. Georg                                            | Flügelaltar | um 1900        |
| Bild gesucht BW | Friesenheim-Schuttern               | Mariae Himmelfahrt (ehemalige Klosterkirche)         | neuer Aufsatz auf den Hochaltar für 2200 Mark (2025 ca. 18.000 EUR) | 1902           |
|                 | Hardheim                            | St. Alban                                            | Hochaltar und Altarbaldachin | 1894/98        |
| Bild gesucht BW | Bräunlingen                         | Unsere Liebe Frau vom Berge Karmel                   | Ausmalung und Innenausstattung | 1889–1899      |
|                 | Bonndorf im Schwarzwald             | St. Peter und Paul                                   | Ausmalung und Innenausstattung Weitere Bilder der Kirche | ca. 1893–1900  |
|                 | Freiburg-Stühlinger                 | Herz-Jesu-Kirche                                     | vier Seitenaltäre (bei Wiederaufbau 1952 bzw. Umgestaltung 1969 entfernt) | 1897           |
|                 | Allensbach-Hegne, Kloster Hegne     | St. Konrad                                           | Ausmalung (1962 entfernt) | 1898           |
|                 | Gutach-Bleibach                     | St. Georg                                            | mehrere Holzaltäre (von Helmut Lutz 1977 zum Bau eines neuen Hochaltars genutzt) | 1878           |
| Bild gesucht BW | Bräunlingen                         | St. Remigius                                         | Ausmalung und Restaurierung des Altars (Ausmalung 1998/99 restauriert, Übermalungen und Erweiterungen am Altar entfernt)                                                                                     | ab 1904        |
|                 | Bräunlingen                         | Bäckerei Scherzinger, Zähringerstraße 28             | Fassadenmalerei (1957 restauriert) | um 1900        |
|                 | Offenburg                           | Dreifaltigkeitskirche                                | Madonna im Orgelprospekt (Entwurf, Ausführung durch Gebrüder Moroder) | 1912           |
| Bild gesucht BW | Mühlhausen (Kraichgau)              | St. Cäcilia                                          | Hauptaltar mit vier Evangelisten (Altar entfernt, Figuren heute im Museumshaus gegenüber der Kirche) | 1883           |
|                 | Sinzheim                            | St. Martin                                           | Flügelaltar im Hauptchor und Kreuzigungsgruppe im Chorbogen (1904 wurden zwei Altarflügel von den Gebrüdern Moroder im Auftrag Simmlers fertig bemalt und montiert)                                          | 1900           |
|                 | Sinzheim                            | St. Martin                                           | Kanzel | 1901           |
|                 | Gaggenau-Bad Rotenfels              | St. Laurentius                                       | Hochaltar und Marienaltar | 1904           |
| Bild gesucht BW | Gernsbach-Reichental                | St. Mauritius                                        | Hochaltar (Seitenflügel 1907 hinzugefügt) | 1899           |
| Bild gesucht BW | Gernsbach-Reichental                | St. Mauritius                                        | Kanzel, Schutzmantelmadonna auf Altar im Seitenchor, Josephsaltar | 1901           |
|                 | Offenburg                           | Marktplatz, Feldpoststube neben dem Rathaus          | hölzernes Stadtwappen für Nagelaktion zugunsten von Geschädigten des Ersten Weltkriegs (heute verschollen)                                                                                                   | 1915           |
|                 | Offenburg                           | Krankenhauskapelle im Ortenau Klinikum am Ebertplatz | Altar (zudem Fensterspende) Weitere Bilder der Kirche | 1912           |
|                 | Rippoldsau                          | St. Nikolaus (heute Wallfahrtskirche Mater Dolorosa) | Gnadenaltar (1953/56 durch neuen Altar ersetzt) |                |
|                 | Bollschweil                         | St. Hilarius                                         | Hochaltar | 1880           |
| Bild gesucht BW | Mengen                              | St. Martin                                           | Seitenaltäre | 1881/82        |
| Bild gesucht BW | Tuttlingen-Eßlingen                 | St. Jakobus                                          | Hochaltar | 1882           |
| Bild gesucht BW | Heitersheim                         | St. Bartholomäus                                     | Hochaltar | 1883/84        |
|                 | Kippenheim                          | St. Mauritius                                        | Hochaltar (die alte katholische Kirche St. Mauritius ist heute die evangelische Friedenskirche, der Altar ist dort nicht mehr vorhanden; 1961/64 wurde eine neue katholische Kirche St. Mauritius errichtet) | 1885           |
| Bild gesucht BW | Bühl-Vimbuch                        | St. Johannes der Täufer                              | Altäre, Kanzel, Beichtstühle, Kommunionbank, Taufstein | 1891           |
|                 | Pfullendorf                         | St. Jakob                                            | Erneuerung des spätgotischen Altars im südlichen Seitenschiff, mittlere Figur (Gottvater mit dem toten Christus) von Simmler                                                                                 | 1892           |
|                 | Pfullendorf                         | St. Jakob                                            | Neufassung von Figuren und Neuanfertigung von fünf Medaillons in der Serie von Rosenkranzmedaillons von Martin Zürn von 1615                                                                                 | 1892, 1901ff.  |
|                 | Ettenheim                           | Spitalkirche                                         | Tabernakel | 1894           |
| Bild gesucht BW | Mannheim-Sandhofen                  | St. Bartholomäus                                     | Hochaltar, Kommunionbänke, Kanzel, Beichtstühle (verloren) | 1896           |
| Bild gesucht BW | Bad Krozingen-Tunsel                | St. Michael                                          | Hochaltar (barocke Seitenaltäre aus Vorgängerkirche übernommen, Ausmalung Langhaus 1892 durch Carl Philipp Schilling)                                                                                        | 1896           |
| Bild gesucht BW | Durmersheim                         | St. Dionysius                                        | Seitenaltar | 1897           |
|                 | Freiburg im Breisgau                | St. Johann                                           | Altäre | 1899           |
|                 | Kloster Mariastein                  | Klosterkirche                                        | Retabeln für zwei Chorflankenaltäre sowie für Benediktskapelle, Altar mit Heiliger Familie für Josephskapelle (alle entfernt, jedoch teilweise im Kloster erhalten)                                          | 1900/03        |
|                 | Bollschweil                         | St. Hilarius                                         | Seitenaltäre | 1901/02        |
|                 | Forbach                             | St. Johannes                                         | Innenausmalung | 1902           |
| Bild gesucht BW | Wehr-Öflingen                       | St. Ulrich                                           | Hochaltar | 1903           |
|                 | Freiburg im Breisgau                | St. Johann                                           | Kanzel | 1906           |
| Bild gesucht BW | Wehr                                | St. Martin                                           | Seitenaltar | 1909           |
|                 | Oberachern                          | St. Stefan                                           | Flügelaltar | 1904           |
|                 | Kenzingen                           | St. Laurentius                                       | Hochaltar, rechter Seitenaltar | 1904           |
| Bild gesucht BW | Straßburg-Königshofen/Koenigshoffen | St. Joseph                                           | Marienaltar | 1904           |
|                 | Nordrach                            | St. Ulrich                                           | Hauptaltar | 1905           |
| Bild gesucht BW | Gaggenau-Ottenau                    | St. Jodok                                            | Hochaltar | 1906           |
| Bild gesucht BW | Kappelrodeck                        | St. Nikolaus                                         | Hochaltar | 1906           |
| Bild gesucht BW | Kuppenheim                          | St. Sebastian                                        | Seitenaltar | 1907           |
| Bild gesucht BW | Muggensturm                         | Maria Königin der Engel                              | Seitenaltar | 1907           |
|                 | Villingen                           | Münster Unserer Lieben Frau                          | Doppelaltar, Stationsbilder | 1908           |
| Bild gesucht BW | Waldkirch-Kollnau                   | St. Josef                                            | Hochaltar | 1910           |
| Bild gesucht    | Herrenwies                          | Kirche                                               | mindestens einer der beiden Seitenaltäre | vor 1913       |